# Cubocephalus armillatus
Cubocephalus armillatus là một loài tò vò trong họ Ichneumonidae.